# George O'Malley
George O'Malley, M.D. é um personagem fictício da série médica de televisão Grey's Anatomy. O personagem foi criado pela produtora da série Shonda Rhimes. Ele foi interpretado pelo ator T.R. Knight de 2005 a 2009. O'Malley era um interno no Seattle Grace Hospital, onde trabalhou até tornar-se residente, enquanto mantem uma amizade com seus colegas Meredith Grey (Ellen Pompeo), Cristina Yang (Sandra Oh), Izzie Stevens (Katherine Heigl), Alex Karev (Justin Chambers) e mais tarde com Lexie Grey formando assim um dos principais focos da série. O'Malley casou-se e divorciou-se da médica Callie Torres (Sara Ramirez), e também teve relações amorosas com Meredith, Izzie Stevens, Olivia Harper (Sarah Utterback) e Lexie.
Knight fez o teste para a série esperando um trabalho curto, de apenas uma temporada. Em 2007, um colega de elenco, Isaiah Washington (Preston Burke) insultou Knight de bichinha o que resultou na saída de Washington da série. Em 2009, após a conclusão da quinta temporada, foi confirmado que Knight não voltaria para a sexta temporada da série. O ator declarou o motivo de sua saída foi devido a uma "falha de comunicação" entre ele e a produtora da série, Shonda Rhimes, a pouca aparição do seu personagem na série e a sua decisão de assumir-se gay..Raymond recebeu críticas positivas por seu desempenho como O'Malley chegando a ser indicado a categoria de Melhor Ator Coadjuvante em Série Dramática do Emmy Awards.

## História
George O'Malley é introduzido na série como um interno cirúrgico companheiro de Meredith Grey, Cristina Yang, Izzie Stevens e Alex Karev. Na primeira temporada os cinco começam a trabalhar no Seattle Grace Hospital sob a responsabilidade de Miranda Bailey (Chandra Wilson). O'Malley e Stevens vão morar com Meredith, por quem ele mantem uma paixão secreta. No seu primeiro dia de internato, O'Malley é escolhido pelo chefe de cirurgia cardiotorácica, Preston Burke (Isaiah Washington), como primeiro interno a realizar uma cirurgia. Ele congela na sala de cirurgia, e é ridicularizado pelos seus colegas e ainda acaba ganhando o apelido de "007", por um erro cometido em seu primeiro dia como interno em sua primeira cirurgia de retirada de apêndice. O'Malley começa a sair com a enfermeira Olivia Harper (Sarah Utterback), e acaba terminando com ela quando ele contrai sífilis, que ela por sua vez, contratiu de seu amigo Alex Karev. Sua amizade com Karev é ainda mais tensa quando os dois ficam presos em um elevador com um paciente que começa a sangrar. Karev congela e Vidalé capaz de realizar o procedimento necessário e salvar o paciente sozinho. Ele começa a revelar a seus sentimentos por Meredith e os dois acabam tendo um caso de uma noite. Quando Meredith diz que dormir juntos foi um erro, O'Malley começa a evitá-la e em seguida começa a namorar a cirurgiã ortopédica Callie Torres (Sara Ramirez).
Durante uma viagem de acampamento, George descobre que Torres dormiu com o chefe de cirurgia plástica Mark Sloan (Eric Dane) e também descobre que Burke está sofrendo de tremores na mão após ele ter sido baleado. Quando o pai de O'Malley é diagnosticado com câncer de esôfago e uma válvula aórtica vazando, ele se recusa a permitir que Burke o opere entrando em contato com Erica Hahn (Brooke Smith), a principal rival de Burke desde a escola de medicina. Sua relação com Torres torna-se tensa quando ele a confronta sobre dormir com Sloan, mas ele permite que ela o apoie durante a piora do estado de saúde de seu pai. Acaba havendo complicações na cirurgia de seu pai o que leva ele a uma multi-falência sistemica dos orgãos obrigando com que a família tome a decisão de desligar o suporte de vida. Na tentativa de superar sua dor, ele foge com Callie para Las Vegas e casa-se com ela por lá. Mais tarde, ele começa a sentir que estava se enganado ao casar com ela e acaba dormindo com sua melhor amiga, Izzie Stevens, depois de ficar embriagado. Stevens confessa que está apaixonada por ele, assim O'Malley considera sua transferência para um hospital diferente para que ele possa ser fiel a sua esposa. Porem, ele não se torna elegível para a transferencia depois de falhar nos exames dos internos. O'Malley decide repetir o ano de internato e confessa para Torres que dormiu com Stevens, o que acaba fazendo com que os dois se divorciem. O'Malley e Stevens começam um relacionamento, mas esse dura pouco tempo, até os dois descobrirem que não há química entre eles.
O'Malley vai morar com uma nova interna, Lexie Grey (Chyler Leigh) que é meia-irmã de Meredith. Lexie e O'Malley descobrem que ele reprovou apenas por um ponto, levando-o a confrontar Richard Webber (James Pickens Jr.), chefe de cirurgia, para pedir uma chance de refazer o exame. Webber acaba atendendo o pedido de George e ele passa a segunda tentativa. Após isso ele começa a se distanciar de Lexie, que estava apaixonada por ele. O'Malley ajuda Stevens quando ela descobre que está com melanoma metastático estágio quatro e leva ela até o altar no dia do seu casamento com Alex Karev. George começa a mostrar um talento para a cirurgia do trauma e tem essa confirmação pelo chefe de cirurgia de trauma Owen Hunt (Kevin McKidd). Ele decide se juntar ao Exército dos Estados Unidos. Enquanto seus amigos no hospital preparam uma operação para convencer ele a ficar. Todos eles começam a trabalhar em um caso de um “João Ninguém” severamente desfigurado que foi levado ao hospital depois de um horrível acidente de ônibus em que ele empurrou uma mulher para fora do caminho e salvou sua vida. Quando Meredith vai verificar o “João Ninguém”, ele parece reconhecê-la e não solta a sua mão. Depois de várias tentativas, ele consegue escrever "007" na mão de Meredith, e chocada, ela percebe que o "João Ninguém" na verdade é O'Malley. Ela informa os outros cirurgiões e corre com ele para a sala de cirurgia. No entanto, ele deixa de ter sinais de funcionamento cerebral durante a cirurgia e é declarado com morte cerebral. Seus órgãos são doados após Stevens confirmar que era o que O'Malley teria desejado e ele é enterrado uma semana depois.
Na décima quinta temporada, no episódio "Flowers Grow Out of My Grave" o espírito de George aparece ao lado dos fantasmas de Mark Sloan, Derek Shepherd, Lexie Grey e Ellis Grey enquanto eles assistem Meredith deixar o hospital depois de tratar um paciente mexicano cuja família celebra o Día de los Muertos.
Na décima sétima temporada, George retorna no episódio "You'll Never Walk Alone" em uma praia no sonho da Meredith, após ser vítima de Covid-19, e estar entre a vida é a morte.

## Desenvolvimento

### Casting e criação

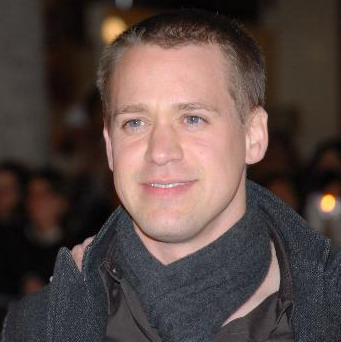
T.R. Knight esperava uma curta carreira com Grey's Anatomy.

T.R. Knight fez teste para o piloto como O'Malley, esperando que o papel tivesse vida curta, porque ele gostava que o personagem fosse multifacetado. Em outubro de 2006, surgiram notícias de que Washington havia insultado Knight com uma ofensa homofóbica, durante uma discussão com Patrick Dempsey. Pouco depois, os detalhes do argumento tornaram-se públicos, e Knight revelou mais tarde que a ofensa o fez parecer gay. "Eu não estava iludido", disse Knight na época. "Meus amigos no set sabiam. Nós conversamos sobre isso. Publicamente, não é minha obrigação telefonar para a revista People e pensar: 'Ei, você quer saber algo sobre mim?'... Eu poderia simplesmente deixar escapar e não disse nada, mas se tornou importante. Tornou-se importante fazer a declaração". A situação parecia um pouco resolvida quando Washington emitiu uma declaração, pedindo desculpas pelo "infeliz uso de palavras durante o recente incidente no set".

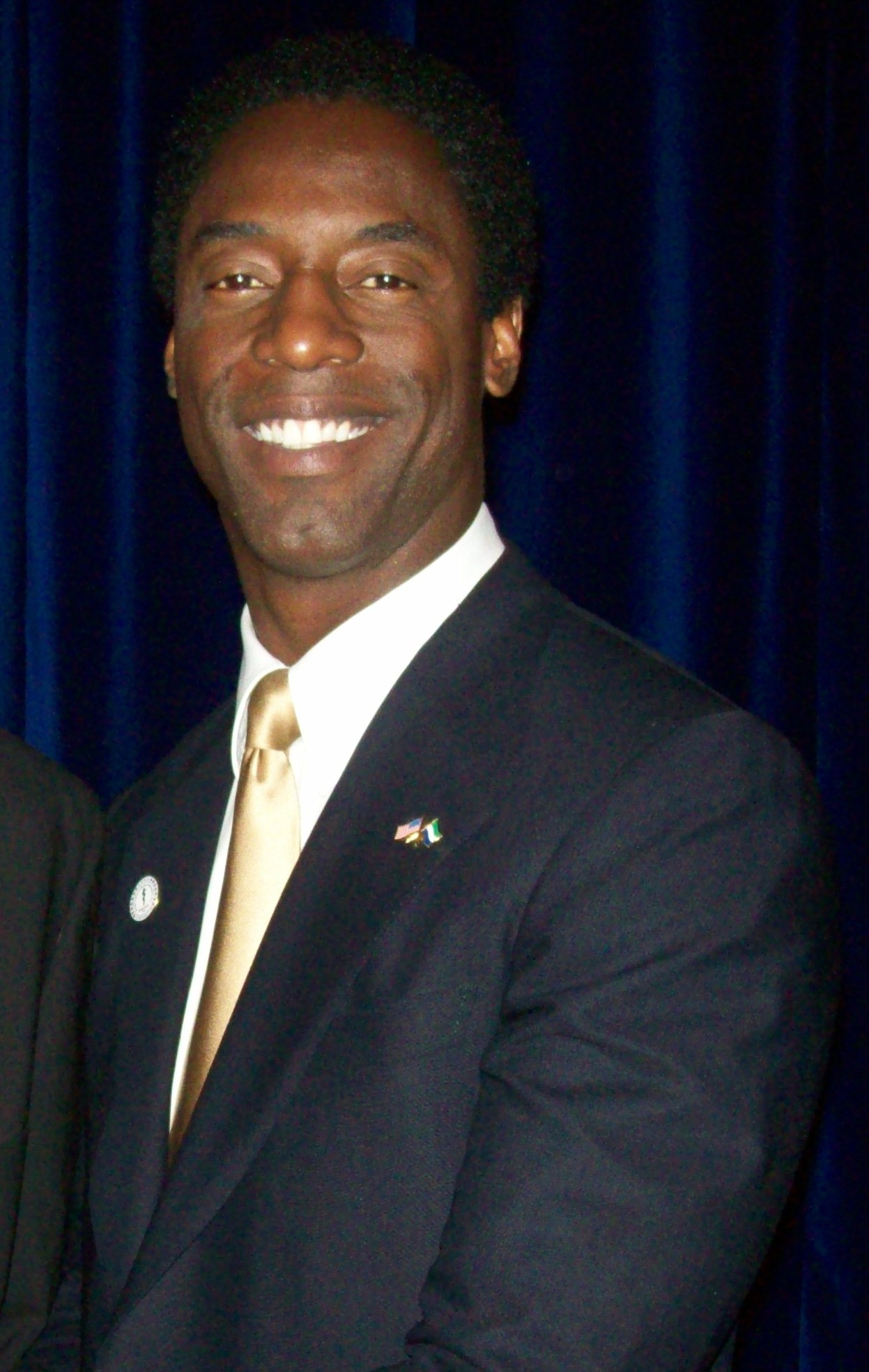
Isaiah Washington insultou T.R. Knight com uma calúnia homofóbica.

No 64º Golden Globe Awards, enquanto estava sendo entrevistado no tapete vermelho, Washington brincou: "Eu amo gay. Eu queria ser gay. Por favor, deixe-me ser gay". Mais tarde, Washington afirmou que nunca usou a calúnia, rotulando-a de "vil". Em junho de 2007, foi relatado que a American Broadcasting Company (ABC) e Shonda Rhimes optaram por não renovar o contrato de Washington com o programa, não especificando imediatamente um motivo. Em uma entrevista subsequente, Washington afirmou que "eles demitiram o cara errado" (referindo-se a Knight), e disse que ele estava considerando entrar com uma ação como resultado. Ele acusou Knight de usar a controvérsia para reforçar sua própria carreira e aumentar seu salário em Grey's Anatomy.
Em 2 de julho de 2007, Washington apareceu no Larry King Live, para apresentar seu lado da controvérsia. De acordo com Washington, ele nunca usou a "Palavra com F" em referência a Knight, mas a deixou escapar em um contexto não relacionado no curso de uma discussão "provocada" por Dempsey, que ele achava que o estava tratando como uma "palavra com B", uma "palavra com P" e uma "palavra com F", que Washington disse "transmitir alguém que está sendo fraco e com medo de revidar". Em 2009, Rhimes disse a Entertainment Weekly que ela pode não ter lidado com o incidente corretamente, afirmando: "Eu não estava interessada no que alguém pensava publicamente. Estava interessada no que estava acontecendo aqui no terreno... com as pessoas com quem trabalho todos os dias. Fiz isso perfeitamente? Claro que não. Este é o meu primeiro programa de televisão. Foi uma experiência de aprendizado." Knight disse que Rhimes estava entre os que o desencorajaram a sair, mas Rhimes disse: "Lembro-me de dizer [ao colega produtor executivo]: 'Este é o nosso dia de maior orgulho aqui. T.R. teve que sair e eu disse a ele que isso não afetaria seu personagem', porque ele estava preocupado em sair e George seria gay de repente. [...] A ideia de que um ator gay não possa interpretar um homem hetero é um insulto.
Em dezembro de 2008, relatórios especularam que Knight solicitou a liberação de seu contrato e que "eles estavam trabalhando nos detalhes" naquele momento. Em junho de 2009, após a conclusão da quinta temporada de Grey's Anatomy, foi confirmado que Knight não retornaria para a sexta temporada da série. O ator afirmou que o motivo de sua saída foi devido a um "colapso na comunicação" com Rhimes, 
A falta de tempo de tela de O'Malley, bem como sua decisão de ser abertamente gay. Antes do anúncio oficial de sua partida, havia especulações de que o papel de O'Malley seria reformulado, 
mas Rhimes o rotulou como um "boato hilariante e ridículo". Após a confirmação de sua saída, Knight disse a TV Guide: "Deixar Grey's Anatomy não foi uma decisão fácil para mim. Estou extremamente grato por ter tido a oportunidade de interpretar esse personagem e sentirei muita falta dos meus colegas de elenco e equipe. Continuo desejando o melhor para eles e agradeço sinceramente a todos os fãs que me apoiaram e ao show com tanta paixão e entusiasmo." Em um comunicado confirmando a saída de Knight, Rhimes disse: "Acho que falo por toda a família Grey's Anatomy quando digo que desejamos a TR Knight o melhor em seus futuros empreendimentos. Ele é um ator incrivelmente talentoso e uma pessoa cuja força de caráter é admirado por todos nós."

Existem fluxos e refluxos. E cada temporada tem uma forma diferente. Com George, eu realmente queria que vocês não notassem que ele não estava lá durante a maior parte deste episódio. Eu não acho que alguém tenha notado por causa da maneira como divulgamos essa temporada. E, na verdade, ele era realmente adorável e elegante em ficar deitado em toda aquela maquiagem e próteses muito dolorosas durante grande parte do episódio sem palavras. Aquele momento em que ele agarra a mão de Meredith é um dos momentos mais afetantes do episódio, e foi sem palavras.

—Rhimes sobre a falta de tempo de tela de Knight na quinta temporada
Em uma entrevista à Entertainment Weekly, Rhimes disse que tentou convencê-lo a desistir, explicando: "Eu olhei na cara dele e ele tinha muita certeza. Parecia a coisa certa para ele". No entanto, em outra entrevista, Knight disse sobre sua saída: "Minha experiência de cinco anos me provou que eu não podia confiar em nenhuma resposta que foi dada [sobre O'Malley]". Knight estava "em paz" com sua partida, dizendo: "Chega um momento em que é tão claro que seguir em frente é a melhor decisão". No entanto, Heigl tentou convencer Knight a não ir embora, dizendo: "Não achei que fosse a decisão certa. Senti que alguns dos problemas poderiam ser resolvidos. Mas, quando chegou à conclusão, fiquei [contente] por ele porque ele estava pronto para ir ". Sobre o assunto de perder um contrato de US$ 14 milhões, Knight comentou: "Do ponto de vista de alguém de fora, tenho a impressão de que pensam 'Ele é apenas um ator mimado, ele não sabe o quão bom ele é.' Muitas pessoas gostariam de estar na minha posição. Mas, no final, preciso finalizar o meu trabalho".

## Caracterização
O'Malley foi caracterizado como um "ingênuo infeliz". Sobre o tema da paixão de longa data de O'Malley por Meredith na segunda temporada, Knight disse: "O que será muito interessante ver é o que ele fará com Meredith. Está chegando perto do tempo. O que ele escolher fazer irá informar quem ele é pelo resto da vida". Depois que o encontro sexual ocorreu na tela, Knight disse em uma entrevista com Maureen Ryan, do Chicago Tribune: "George não estava prestando muita atenção. Ele estava deixando seus próprios sentimentos anularem seu respeito por Meredith. Uma pessoa realmente esperta perceberia que não havia nada voltando, mas ele estava tão em sua mente a respeito disso e se envolveu em seus próprios sentimentos que não estava ouvindo. Não é apenas que ele a ama ... é um tipo de amor egoísta que ele tinha por ela." Ele também acrescentou: "Acho que George tem muito o que fazer. Parte disso está cometendo erros estúpidos e horríveis. Ele tem sido bem protegido".
A escritora da série Stacy McKee disse sobre o encontro sexual: "Não há como voltar atrás. Não há nada que George e Meredith possam fazer. O estrago está feito - as coisas nunca mais serão as mesmas. Eles mudaram algo importante em suas vidas para sempre". Quando perguntado se O'Malley estava se tornando mais assertivo, Knight disse:
Eu acho que isso é verdade, especialmente desde a cena do elevador. A primeira vez que vimos George, ele falhou em uma apendicectomia, ele falhou muito publicamente. Na cena do elevador, se ele não estivesse naquele elevador, se eles estivessem em outro lugar, ele teria deixado alguém entrar e lidar com isso. O fato de que apenas George e Alex o forçaram a agir, foi isso ou deixar esse homem morrer. Ele se adiantou porque precisava.
Knight também comentou que o personagem não gosta de si mesmo e de seus traços positivos. Sobre O'Malley ter realizado a cirurgia cardíaca aberta em um elevador, Knight disse: "É uma mudança lenta, mas ele está começando a perceber: 'O jeito que eu tenho feito as coisas não está funcionando.' A grande coisa sobre a cirurgia cardíaca aberta no elevador foi que ele foi forçado a entrar. Ele precisa ser meio que chutado (na bunda) para fazer essas coisas".
Knight sentiu um paralelo com George, pois sua "confiança nem sempre é máxima", mas no geral ele vê mais diferenças do que semelhanças. No entanto, quando o ator começa a pensar que ele é tão diferente de O'Malley, um movimento estranho pode sugerir o contrário. "Eu estava andando, fazendo uma cena com Katherine Heigl. Terminei minha fala com ela e depois fui direto para o estande de luz". Crítica de seu caso com O'Malley, a co-estrela de Knight, Heigl, explicou: "Eles realmente machucaram alguém, e eles não pareciam assumir muita responsabilidade por isso. Eu tenho muita dificuldade com esse tipo de coisa. Talvez eu seja um pouco preto e branco demais sobre isso". Falando sobre o relacionamento de O'Malley com Lexie, Rhimes ofereceu sua visão: "Eu os amo como amigos. Eles são bons amigos. Todos nós temos aquele amigo que conhecemos na escola, na academia ou em algum outro lugar - simplesmente nos damos bem. Imediatamente, não havia pretensões nem ares. Apenas pura honestidade. São Lexie e George. Eles são realmente bons amigos e posso ver a amizade evoluindo para algo ainda maior." Quando perguntado qual era seu "momento favorito de George", Knight disse que seu relacionamento com Stevens e Bailey.

## Recepção

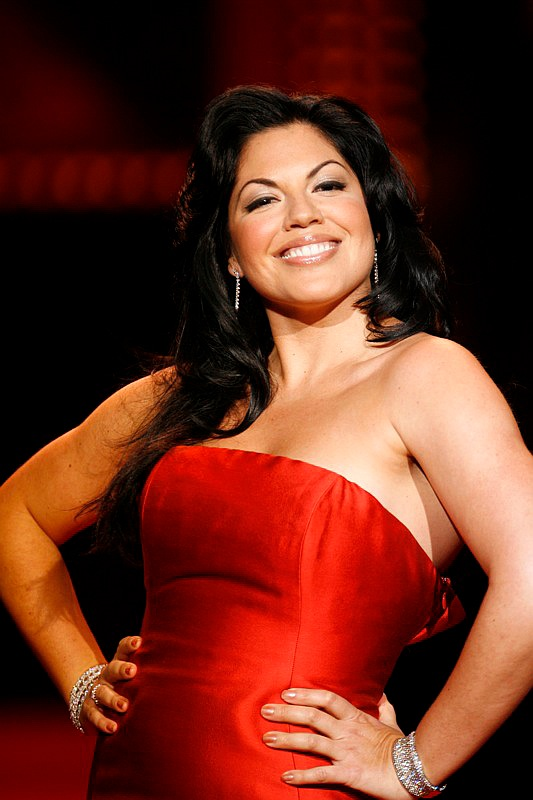
O relacionamento de Callie Torres com O'Malley dividiu opiniões por parte do público.

Os fãs foram "amplamente contra" o caso de O'Malley com Meredith na segunda temporada, no entanto, alguns fãs que apoiaram seu relacionamento foram críticos quando Torres foi apresentada como um interesse amoroso por ele. Fãs e críticos também foram contra o relacionamento de O'Malley com Stevens na quarta temporada; Maclean's disse: "George deve morrer. Ele dormiu com praticamente todo mundo, exceto o elenco masculino, e se apaixonou por praticamente todos, exceto o elenco masculino. E ele não é um médico tão bom assim. Evolua ou morra." Christopher Monfette do IGN disse O'Malley e Stevens eram uma "incompatibilidade", acrescentando: "Infelizmente, embora seja revigorante ver uma trama movida pela atividade versus a apatia, a ideia desses dois personagens sempre amáveis e melhores amigos de repente descobrem seu potencial amor do nada rapidamente e se sentem rapidamente alimentados à força e emocionalmente  -incorreta." Da mesma forma, o DVD Verdict afirmou que George e Izzie foram "um dos mais fortes 'melhores amigos' da televisão" nas três primeiras temporadas, explicando "eles eram perfeitos como amigos [enquanto] George e Callie formaram um bom casal". A UGO.com colocou os dois na lista de "Casais de personagens que nunca deveriam ter acontecido".
Jennifer Armstrong, da Entertainment Weekly, disse que quando O'Malley contou a Torres sobre seu caso com Stevens, a cena era "melodramática" demais. Laura Burrows, também do IGN, disse que a estréia da quarta temporada "introduziu um novo lado de George". Armstrong disse sobre a reconciliação de O'Malley e Stevens: "George e Izzie estão finalmente na velha estrada de Grey's Anatomy para a ruína. E admito que essa é uma boa lição na visão de Grey's e na vida: Sente-se firme se você odeia algo, pois nada é permanente." Armstrong também comentou que o "espumante" desenvolvimento da amizade entre Lexie e O'Malley "a conquistou". No ano seguinte, Monfette observou a falta de tempo de tela de O'Malley: "Seu crescente interesse em cirurgia de trauma ao lado de Owen leva a um desenvolvimento interessante no final, mas o personagem está praticamente na linha lateral nesta temporada". Carina MacKenzie do Los Angeles Times disse da morte do personagem: "O episódio de lapso de tempo foi uma escolha interessante e, embora passássemos seis semanas de luto em duas horas, não parecia apressado para mim. Não sei se o programa poderia ter chamado minha atenção para mais uma temporada de tristeza incapacitante."
Michael Pascua, do The Huffington Post, comentou que o funeral de O'Malley não atendeu às suas expectativas, escrevendo que "não era tão triste quanto [ele] pensava que seria". Em 2006, Knight e os outros membros do elenco de Grey's Anatomy foram nomeados para Melhor elenco em série de drama, no 12th Screen Actors Guild Awards. Também em 2006, o elenco ganhou o prêmio de Melhor elenco – Série de Televisão no 11th Satellite Awards. O elenco venceu o prêmio de Melhor elenco em série de drama no 13th Screen Actors Guild Awards, e foram nomeados novamente no ano seguinte. O desempenho de Knight na terceira temporada lhe rendeu uma indicação para melhor ator coadjuvante em série dramática no 59th Primetime Emmy Awards.